# Pedro Oviedo
Pedro Oviedo (1792-1842) fue un político nicaragüense natural de Chinandega que siendo Sargento Mayor en 1824 formó parte de la Junta Gubernativa de El Viejo presidida por Juan Salazar. En 1827 ocupó el cargo de Jefe Provisional del Estado de Nicaragua dentro de la República Federal de Centroamérica.

## Su actuación política
El 14 de septiembre de 1827 Cleto Ordóñez, comandante general de las armas, derroca al jefe supremo del Estado Juan Argüello, aspirando a salvar el sistema político del país, que se había sumido en la anarquía. Reservando para sí el poder militar, Ordóñez entrega el poder civil al ciudadano Pedro Oviedo, el cual es designado Jefe Provisional del Estado hasta la celebración de nuevas elecciones. Sin embargo, Oviedo era una autoridad nominal, quedando de hecho toda la plenitud de poder en manos de Ordóñez.  
Tratando de instalar el orden en el país, Ordóñez ordenó a las Municipalidades a celebrar nuevas elecciones para las primeras autoridades del Estado con la previa elección de Juntas Gubernativas en León y Granada, que debían asumir la dirección civil en este período transitivo. 
Al enterarse de las próximas elecciones, el jefe de Estado en rebelión Manuel Antonio de la Cerda trató de negociar su reconocimiento por parte del Gobierno de Oviedo, sin embargo, al fracasar ese intento, emprendió un ataque sobre la plaza de León en noviembre de 1827. Aunque el ataque pudo ser repelido por Ordóñez, el pronunciamiento de la guarnición de la misma plaza llevó a la caída de Ordóñez y Oviedo en diciembre del mismo año.
Posterior a la salida de Ordóñez de Nicaragua y hasta agosto de 1828, cuando Juan Argüello retoma el mando tras su regreso desde el exilio, hubo dos Juntas Gubernativas, una en León y otra en Granada, instaladas por el Partido Liberal para continuar la guerra contra Cerda.
En 1830 fue elegido a la Corte Superior de Justicia como Magistrado suplente.